# 斯特羅姆嶺
71°27′S 61°42′W / 71.450°S 61.700°W
斯特羅姆嶺（英語：Strømme Ridge），是南極洲的山嶺，位於帕爾默地，長28公里，美國地質調查局在1974年繪入地圖，以挪威海洋學家命名，現時由南極條約體系管理。